# محمد بن زال
محمد بن زعل (انگلیسی: Mohammed Bin Zaal؛ زادهٔ) کارآفرین اهل امارات است. او مؤسس و مدیرعامل چند شرکت اماراتی است.
مجله تجارت عربی، او را به عنوان یکی از «صد فرد قدرتمند عرب زیر چهل سال» معرفی کرده‌است. او همچنین برنده عنوان «تاجر نمونه سال» شده است.